# Macarome
Macarome foi uma paróquia portuguesa do extinto couto de Prado, actualmente integrada na paróquia de Cabanelas, no concelho de Vila Verde.

## História
A paróquia de São Gens de Macarome, actualmente extinta, foi anexada à paróquia de Santa Eulália de Cabanelas e pertenceu, ao também extinto, couto de Prado e à comarca de Viana. Á data da sua extinção tinha 30 fogos. Era paróquia da diocese de Braga.